# OCZ Technology
OCZ Technology ou OCZ est une ancienne entreprise américaine de matériel informatique, fondée en 2002 et basée à Sunnyvale, en Californie.

## Historique
OCZ est entré dans le marché de la mémoire informatique en août 2002.
OCZ a acquis la société PC Power & Cooling (en) en mai 2007. 
Le 11 janvier 2011, la firme annonce qu'elle se retire du marché de la DRAM, pour se recentrer sur le domaine des SSD. Le 14 mars 2011, OCZ annonce le rachat de Indilinx (en) pour 32 millions de dollars, espérant ainsi se renforcer davantage dans le domaine des SSD.
Le 18 août 2014, « ZCO Liquidating Corporation », nouveau nom de « OCZ Technology » après le rachat des actifs par Toshiba Corporation, est liquidée.
« OCZ Storage Solutions » est créée par Toshiba à partir des actifs rachetés à OCZ Technology.

## Domaines d'action
OCZ est aussi connue pour ses alimentations, ventilateurs, ventirads comme le Vendetta, ainsi que pour ses clés USB et accessoires pour joueurs.